# Huta Padang (Pakantan)
Huta Padang is een bestuurslaag in het regentschap Mandailing Natal van de provincie Noord-Sumatra, Indonesië. Huta Padang telt 207 inwoners (volkstelling 2010).